# Sipora
Sipora (tiếng Indonesia: Sipora hoặc đôi khi viết là Sipura) là một đảo nằm ngoài khơi Sumatra thuộc tỉnh Tây Sumatra của Indonesia. Đây là đảo nhỏ thứ hai và phát triển nhất trong số bốn đảo chính của quần đảo Mentawai với 651,55 km2. Đảo có dân số 17.557 theo điều tra nhân khẩu năm 2010 và 21.901 theo điều tra nhân khẩu năm 2020. Thủ phủ huyện của Quần đảo Mentawai là Tuapejat nằm trên đảo Sipora. Ước tính rằng 10-15% rừng mưa nguyên sinh còn lại trên đảo.
Sipora là một điểm đến của môn lướt sóng, các điểm rạn vỗ sóng Lance's Right và Lance's Left tách khỏi đầu phía nam của hòn đảo - được đặt theo tên của người đã tìm thấy chúng là vận động viên lướt sóng người Úc Lance Knight. Các rạn vỗ sóng ở khu vực phía tây bắc của hòn đảo này bao gồm Telescopes, Iceland và Scarecrow. Sóng biển ổn định nhất từ tháng 4 đến tháng 10, nhưng Sipora là điểm đến lướt sóng khả thi quanh năm. Điều kiện gió có thể thay đổi theo giờ và thường lặng gió. Đối với chỗ nghỉ gần Sipora, hầu hết những người lướt sóng ở trên du thuyền có thể thuê ở Padang. Một số người lướt sóng đến thăm chọn ở lại trên đảo, tại các khu nghỉ dưỡng hoặc với các gia đình địa phương ở Tuapejat.
Các đảo Bắc Pagai (Pagai Utara) và Nam Pagai (Pagai Selatan) nằm ở phía nam và cũng có các rạn vỗ sóng dọc theo bờ biển phía tây của chúng. Đảo thứ tư và lớn nhất của Quần đảo Mentawai là Siberut nằm ở phía bắc Sipora.